# Paul Baumgärtl
Paul Baumgärtl (ur. 1920, zm. 22 czerwca 2012 w São Paulo) – austriacki konstruktor lotniczy.

## Życiorys
Baumgärtl urodził się w Austrii w 1920. Z wykształcenia był inżynierem, zajmował się przede wszystkim projektowaniem śmigłowców. W 1941 zaprojektował jednoosobowy „wiroszybowiec plecakowy” Heliofly I, rok później zbudował podobny „śmigłowiec plecakowy” Heliofly III/57, a w 1943 na jego podstawie powstał niewielki jednoosobowy śmigłowiec o bardziej klasycznej konstrukcji Heliofly III/59.
Po wojnie Baumgärt wyemigrował do Brazylii gdzie prowadził badania nad śmigłowcami pracując w Fábrica do Galeão, w tym czasie zaprojektował następujące śmigłowce PB-61 (1949), PB-63 (1953) i PB-64 (1957).
W późniejszym czasie pracował przez ponad trzydzieści lat w przemyśle motoryzacyjnym.
Był żonaty, miał dwoje dzieci, troje wnuków i troje prawnuków.
Zmarł 22 czerwca 2012 w São Paulo.